# Стопчатов
Стопча́тов (укр. Стопчатів) — село в Яблоновской поселковой общине Косовского района Ивано-Франковской области Украины.
Население по переписи 2001 года составляло 2831 человек. Занимает площадь 28,51 км². Почтовый индекс — 78620. Телефонный код — 03478.

## Религия
В селе действует приход УГКЦ.